# Макс Істмен
Макс Форрестер Істмен (4 січня 1883 — 25 березня 1969) — американський письменник з питань літератури, філософії та суспільства, поет і видатний політичний діяч. Переїхавши до Нью-Йорка для навчання в аспірантурі, Істман вступив у радикальні кола в Гринвіч-Вілледж. Він підтримував соціалізм і став провідним покровителем Гарлемського ренесансу та активістом ряду ліберальних і радикальних ініціатив. Протягом кількох років він редагував «Меси». Разом зі своєю сестрою Крістал Істман у 1917 році він заснував The Liberator, радикальний журнал про політику та мистецтво.
Перебуваючи в Радянському Союзі з осені 1922 до літа 1924 року, Істмен перебував під впливом боротьби за владу між Левом Троцьким і Йосипом Сталіним і подій, які призвели до остаточного захоплення влади Сталіним. Будучи свідком Великої чистки та тоталітаризму Радянського Союзу, він різко критикував спочатку сталінізм, а потім комунізм і соціалізм загалом. Залишаючись атеїстом, він став прихильником вільної ринкової економіки та антикомунізму. У 1955 році він опублікував «Роздуми про крах соціалізму». Пізніше він частіше публікувався в National Review та інших консервативних журналах, але завжди залишався незалежним у своєму мисленні. Наприклад, він публічно виступав проти участі Сполучених Штатів у війні у В'єтнамі в 1960-х роках, раніше за інших.

## Молодість і освіта
Істмен народився 1883 року в Канандайгуа, округ Онтаріо, штат Нью-Йорк, четвертим з чотирьох дітей. Його старший брат помер наступного року у віці семи років. Його батько, Семюел Елайджа Істмен, був служителем Конгрегаційної церкви, а мати, Енніс Берта Форд, приєдналася до нього в 1889 році, будучи однією з перших жінок у Сполучених Штатах, висвячених у протестантській церкві. Вони разом служили пасторами в церкві Томаса К. Бічера поблизу Ельміри, штат Нью-Йорк. Ця місцевість була частиною «спаленого району», який на початку 19-го століття викликав великий релігійний ажіотаж, що призвів до заснування Церкви Адвентистів Сьомого Дня та руху Святих Останніх Днів. Крім того, релігія надихала такі соціальні причини, як аболіціонізм і підтримка Підземної залізниці. Через своїх батьків Макс в юності познайомився з їхнім другом, відомим письменником Семюелем Клеменсом, більш відомим як Марк Твен.
Істмен отримав ступінь бакалавра в коледжі Вільямса в 1905 році. Його добрим другом і сусідом по кімнаті у Вільямсі був Чарльз Віттлсі, пізніше відомий як командир «Загубленого батальйону» і герой Першої світової війни. З 1907 по 1911 рік Істмен здобував ступінь доктора філософії в Колумбійському університеті під керівництвом відомого філософа Джона Дьюї. Він також був членом товариств «Дельта Псі» та «Фі Бета Каппа».
Оселившись у Гринвіч-Вілледж зі своєю старшою сестрою Кристал Істмен, він долучився до політичної діяльності, зокрема допоміг заснувати Чоловічу лігу за виборчі права для жінок у 1910 році. Навчаючись у Колумбійському університеті, він був асистентом на кафедрі філософії, а також викладачем на кафедрі психології. Після виконання вимог для отримання докторського ступеня, він відмовився прийняти його і просто пішов у відставку в 1911 році. Літо і вихідні він проводив з Кристал у Кротоні-на-Гудзоні, де в 1916 році купив будинок.

## Провідний радикал

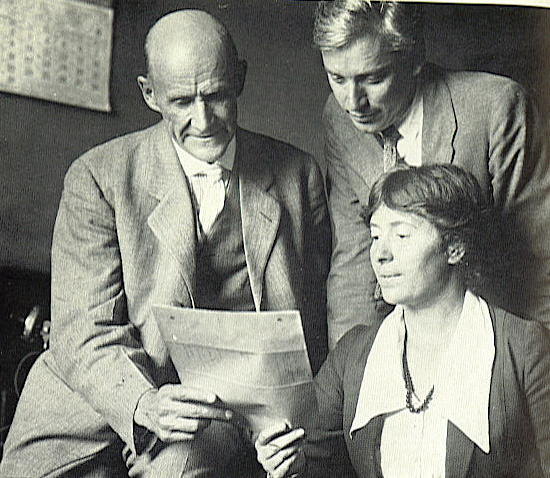
Юджин В. Дебс, Істмен і Роуз Пастор Стокс, 1918

Істмен став ключовою фігурою в лівій громаді Гринвіч-Вілледж і жив під її впливом протягом багатьох років. Він поєднав це зі своїм академічним досвідом, щоб дослідити різні інтереси, включаючи літературу, психологію та соціальні реформи. У 1913 році він став редактором провідного соціалістичного періодичного видання Америки The Masses, журналу, який поєднував соціальну філософію з мистецтвом. Його авторами під час його перебування були Шервуд Андерсон, Луїза Браянт, Флойд Делл, Емі Лоуелл, Мейбл Додж Луган, Роберт Майнор, Джон Рід, Карл Сендберг, Аптон Сінклер і Арт Янг. Того ж року Істмен опублікував «Насолоду від поезії», досліджуючи літературну метафору з психологічної точки зору. У цей період він також став відомим прихильником вільного кохання та контролю за народжуваністю.

У своїй першій редакційній статті для The Masses Істмен написав:
Цей журнал належить і видається спільно його редакторами. Він не приносить дивідендів, і ніхто не намагається на ньому заробити. Революційний, а не реформаторський журнал; журнал з почуттям гумору і без поваги до респектабельних: відвертий, зарозумілий, зухвалий, який шукає істинні причини; журнал, спрямований проти жорсткості і догм, де б вони не зустрічалися; який друкує те, що занадто оголене або правдиве для преси, яка заробляє гроші; журнал, чия остаточна політика полягає в тому, щоб робити те, що йому подобається, і нікого не примиряти, навіть своїх читачів.
Численні викриття участі американців у Першій світовій війні, опубліковані в «The Masses», багато з яких були написані Істменом, викликали суперечки та реакцію влади. Істмена двічі звинувачували і судили відповідно до положень Закону про підбурювання до заколоту, але кожного разу його виправдовували. У своїй промові в липні 1917 року він скаржився, що агресивне переслідування урядом інакомислення означає, що «ви не можете навіть зібратися з думками, щоб не бути заарештованим за незаконне зібрання». У 1918 році «The Masses» був змушений закритись через звинувачення за Законом про шпигунство 1917 року
Істмен зібрав гроші, щоб відправити радикала Джона Ріда до Росії в 1917 році. Його журнал публікував статті Ріда з Росії, які пізніше були зібрані як «Десять днів, які потрясли світ», його відома розповідь про більшовицьку революцію.
Істмен навіть виступив з антивоєнними промовами від імені Народної ради Америки за демократію та умови миру.

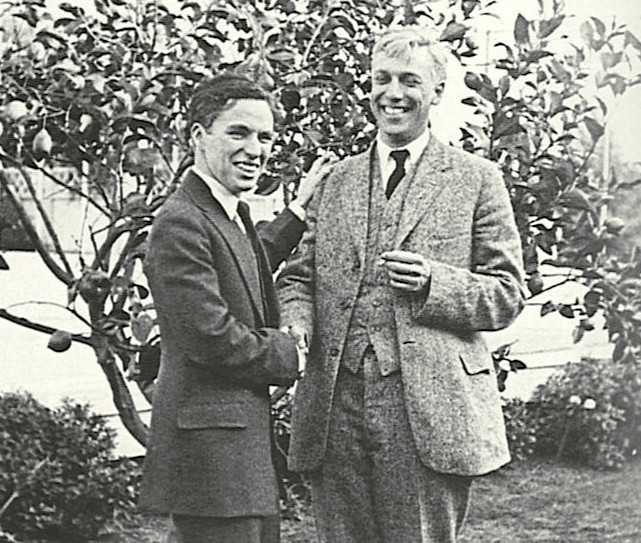
Чарлі Чаплін та Істмен у Голлівуді, 1919 рік

У 1919 році Істмен і його сестра Крістал (яка наступного року стала одним із засновників Американського союзу громадянських свобод) створили подібне видання під назвою <i id="mwgA">The Liberator</i>. Вони публікували таких письменників, як Е. Е. Каммінгс, Джон Дос Пассос, Ернест Хемінгуей, Хелен Келлер, Клод Маккей та Едмунд Вілсон. У 1922 році журнал був захоплений Робітничою партією Америки після триваючих фінансових проблем. У 1924 році The Liberator було об'єднано з двома іншими виданнями для створення The Workers Monthly. Істмен припинив свою співпрацю з журналом.
У 1922 році Істмен вирушив у подорож Радянським Союзом, щоб дізнатися про те, як радянська влада впроваджувала марксизм. Він пробув там рік і дев'ять місяців, спостерігаючи за боротьбою за владу між Левом Троцьким і Йосипом Сталіним. Після відвідин партійного з'їзду в травні 1924 року він покинув Росію в червні того ж року. Наступні три роки він жив у Європі.
Повернувшись до Сполучених Штатів у 1927 році, Істмен опублікував кілька робіт, в яких різко критикував сталінську систему, починаючи з есе «З часу смерті Леніна», написаного в 1925 році. У цьому есе він описав «Заповіт Леніна», копію якого Істмен контрабандою вивіз з Росії. У ньому Володимир Ленін пропонував зміни в структурі радянського уряду, критикував провідних членів радянського керівництва і пропонував усунути Сталіна з посади Генерального секретаря Радянської Комуністичної партії. Радянське керівництво засудило розповідь Істмена і використало партійну дисципліну, щоб змусити Троцького, який тоді ще був членом Політбюро, написати статтю, що заперечувала версію подій Істмена. В інших есеях Істмен описував умови для художників і політичних активістів у Росії. Такі есеї зробили Істмена непопулярним серед американських лівих того часу. У наступні роки його роботи на цю тему багато хто цитував як зліва, так і справа як тверезі та реалістичні описи радянської системи часів Сталіна.
Досвід Істмена в Радянському Союзі та його подальше навчання призвели до того, що він змінив свій погляд на марксизм у тому вигляді, в якому він практикувався в Радянській Росії за часів Сталіна. Однак його прихильність до лівих політичних ідей не зменшилася. Перебуваючи в Радянському Союзі, Істмен розпочав дружбу з Троцьким, яка тривала до заслання останнього до Мексики. У 1940 році Троцький був убитий там агентом Сталіна. Опанувавши російську мову трохи більше ніж за рік, Істмен переклав англійською кілька робіт Троцького, в тому числі його монументальну тритомну «Історію російської революції». Він також переклав і опублікував твори поета Олександра Пушкіна, в тому числі «Габріеліаду».
Протягом 1930-х років Істмен продовжував писати критику сучасної літератури. Він опублікував кілька праць, у яких критикував Джеймса Джойса та інших письменників-модерністів, які, як він стверджував, плекали «Культ нерозбірливості». Вони викликали суперечки в той час, коли модерністів дуже захоплювали. Коли Істмен запитав Джойса, чому його книга написана в дуже складному стилі, Джойс відповів: «Щоб зайняти критиків протягом трьохсот років».
Істмен опублікував книги «Літературний розум» (1931) та «Насолода сміху» (1936), в яких він також критикував деякі елементи теорії Фройда. У 1930-х роках він дискутував про значення марксизму з філософом Сідні Хуком (як і Істмен, він навчався у Джона Дьюї в Колумбійському університеті) під час низки публічних дискусій. Істмен був мандрівним лектором протягом 1930-х і 1940-х років, коли він виступав з лекціями на різні літературні та соціальні теми в містах по всій країні.

### Внесок у рух за права жінок
Істмен був видатним учасником руху за права жінок на початку 20-го століття. Він був президентом Чоловічої ліги рівних виборчих прав у Нью-Йорку та одним із засновників Чоловічої ліги за виборчі права жінок у Нью-Йорку в 1910 році. У 1913 році він виступив у коледжі Брін Мор з промовою на тему жіночого виборчого права під назвою «Виборче право для жінок і чому я в нього вірю».

## Зміна політичних переконань
Після Великої депресії Істмен почав відмовлятися від своїх соціалістичних переконань, дедалі критичніше ставлячись до ідей Карла Маркса, Торстейна Веблена та Георга Вільгельма Фрідріха Гегеля, якими він колись захоплювався.
У 1941 році він був найнятий на посаду мандрівного редактора журналу «Reader's Digest», яку обіймав до кінця свого життя. Приблизно в цей час він також став другом і шанувальником відомих економістів вільного ринку Фрідріха Гаєка, Людвіга фон Мізеса та Вільгельма Рьопке. Він був союзником американських письменників Джеймса Бернема, Джона Чемберлена та Джона Дос Пассоса. Нобелівський лауреат економіст Хайєк згадував про життя Істмена і його заперечення соціалізму у своїй широко відомій книзі «Шлях до рабства». Істмен домовився про серіалізацію роботи Гаєка в журналі «Рідерз Дайджест». Пізніше Істмен писав критичні статті про соціалізм для The Freeman, раннього лібертаріанського видання, яке редагували його друзі Джон Чемберлен та Генрі Гацлітт.
Спочатку Істмен підтримував Комітет Палати представників з антиамериканської діяльності (HUAC) та публічні нападки сенатора Джозефа Маккарті на вплив комунізму. На початку 1950-х років антикомуністичні статті Істмена в «Рідерз Дайджест», «Фрімен» і National Review відіграли важливу роль у тому, що стало відомим як маккартизм. Однак незабаром він прийшов до переконання, що антикомуністичний рух був «захоплений реакційними силами, які переплутали прагнення до соціальної справедливості з комуністичною зрадою». У 1955 році його відмова від лівих поглядів досягла найвищої точки, коли він опублікував книгу «Роздуми про провал соціалізму». До цього часу він прийшов до переконання, що більшовицька революція «замість того, щоб принести свободу, породила найдосконалішу тиранію в усій історії». Також у 1955 році він став одним з перших редакторів консервативного журналу National Review.
У 1950-х роках Істмен приєднався до класичного ліберального Товариства Мон Пелерін, заснованого Гаєком і Мізесом. На запрошення Сідні Гука він був членом Американського комітету за культурну свободу. Хоча він приєднався до консервативних політичних мислителів, Істмен залишився атеїстом на все життя.
У 1960-х роках він розійшовся зі своїм другом Вільямом Ф. Баклі-молодшим і подав у відставку з Ради асоціаторів National Review на тій підставі, що журнал був занадто відверто прохристиянським.
Невдовзі після цього він почав публічно виступати проти участі США у війні у В'єтнамі. Незважаючи на те, що він виступав за вільну ринкову економіку, Істмен мав низку поглядів, які були нетрадиційними для політичного консерватора. Віддаючи перевагу самоназві «радикальний консерватор», він відкидав ярлик «лібертаріанця», який тоді використовувала політична письменниця Роуз Вайлдер Лейн. Вони вели гостру переписку. Істмен асоціював цей термін з ідеями письменника Альберта Джея Нока.

Деніел Оппенгеймер пише в лівій The New Republic, що останні роки Істмана були періодом занепаду його впливу:
Його твори були більш передбачуваними і менш щедрими за духом. Він не очолював жодного журналу і не був особливо центральною фігурою в тих, до яких дописував. Він мав певний вплив у консервативних і антикомуністичних колах через такі організації, як Американський комітет за культурну свободу та журнали, як «National Review», але не був важливим для жодного з них. Його мемуари «Насолода життям» (1948) та «Любов і революція» (1964) були цікавими як документи його епохи, а також своєю незвичайною відвертістю про секс, але вони не були великими книгами.

## Оцінювання літературних творів
Плідний письменник, Істмен опублікував понад двадцять книг на такі різноманітні теми, як науковий метод, гумор, фрейдистська психологія та радянська культура, а також мемуари та спогади про свою дружбу. Його біографічні портрети історик Джон Патрік Діггінс назвав «блискучими», а психологічне дослідження молодого Леона Троцького — «новаторським».
Істмен написав п'ять томів поезії та роман. Крім того, він переклав англійською мовою деякі твори Олександра Пушкіна. Для Сучасної бібліотеки він відредагував і скоротив «Капітал» Маркса».
Істмен також написав два томи мемуарів, а також два томи спогадів про свою дружбу та особисті зустрічі з багатьма провідними діячами свого часу, включаючи Пабло Казальса, Чарлі Чапліна, Юджина Дебса, Джона Дьюї, Айседора Дункан, Альберта Ейнштейна, Зігмунда Фрейд, Джон Дос Пассос, Ернест Хемінгуей, Х. Л. Менкен, Джон Рід, Пол Робсон, Бертран Рассел, Една Сент-Вінсент Міллей, Джордж Сантаяна, Е. В. Скріппс, Джордж Бернард Шоу, Карло Треска, Лев Троцький, Марк Твен і Герберт Уеллс. Останніми мемуарами Істмена були «Любов і революція: моя подорож крізь епоху» (1964). У 1969 році він помер у своєму літньому будинку в Бріджтауні, Барбадос, у віці 86 років.

## Обрані твори
- Насолода поезією, 1913.
- Дитя амазонок та інші вірші, 1913.
- Журналістика проти мистецтва, 1916.
- Призов на що? (Маси, липень 1917)
- Барви життя; вірші, пісні та сонети, 1918.
- Почуття гумору, 1921.
- Лев Троцький: Портрет молодості, 1925
- Після смерті Леніна, 1925.
- Авантюра, 1927
- Маркс і Ленін: Наука про революцію, 1927.
- Кінець соціалізму в Росії, 1928.
- Літературна свідомість: її місце в епоху науки, 1931.
- Художники в уніформі, 1934.
- Мистецтво і життя дії, 1934.
- Останній оплот діалектичного матеріалізму: дослідження марксизму Сідні Гука. Нью-Йорк: Видавництво «Полеміка», 1934.
- Насолода від сміху, 1936.
- Stalin's Russia and the Crisis of Socialism (Сталінська Росія і криза соціалізму), 1939.
- Марксизм: чи це наука?, 1940.
- Герої, яких я знав, 1942.
- Насолода життям, 1948.
- Роздуми про провал соціалізму, 1955.
- Великі компаньйони: Критичні спогади про деяких відомих друзів. Нью-Йорк: Farrar, Straus and Gudahy. 1959. Отримано 22 жовтня 2019 р. з Інтернет-архіву.
- Любов і революція: Моя подорож крізь епоху, 1964.
- Сім видів добра, 1967

## Представленість у інших медіа
- Істмен розповів про документальний фільм «Від царя до Леніна» (Tsar to Lenin) (1937).
- За домовленістю Істмена американський журнал «Рідерз Дайджест» опублікував скорочену версію «Шляху до рабства» Фрідріха Гаєка, завдяки чому книга та ідеї Гаєка охопили широку ненаукову аудиторію (1945).
- Фрідріх Гаєк цитує роботу Істмана Stalin's Russia and the Crisis of Socialism, 1940 у «Шляху до рабства»: … замість того, щоб бути краще, сталінізм виявився гіршим за фашизм, жорстокішим, більш варварським, несправедливим, аморальним, антидемократичним, його неможливо виправдати жодною надією чи каяттям … точніше визначити як суперфашизм …. сталінізм — це соціалізм у тому розумінні, що це неминуче, хоч і непередбуачуване політичне доповнення до націоналізації та колективізації, на які він спирається у справі створення безкласового суспільства.[12]
- Едвард Херрманн зіграв Істмена у фільмі «Червоні» (1981), який зняв Уоррен Бітті в головній ролі та був заснований на житті Джона Ріда. Джон Патрік Діггінс, біограф Істмена, сказав, що іронічно, що Геррманн був обраний на роль Істмена, який був надзвичайно красивим чоловіком, тоді як гарний Бітті зобразив Ріда, який мав книжкову зовнішність.[13]
- Його роль зіграв актор Марк Пеллегріно в телефільмі 2012 року «Гемінґвей та Ґеллгорн» режисера Філіпа Кауфмана.
- Він згадується в мемуарах Джеймса Тербера «Роки з Россом» (1959). Тербер цитує Волкотта Ґіббса про «Насолоду від сміху» Істмена: «Мені здається, що Істмен розбив американський гумор і зламав йому руку».
- Він з'являється на фресці Томаса Гарта Бентона 1930 року «Америка сьогодні», сидячи в метро, дивлячись на актрису бурлеску Пеггі Рейнольдс.

## Особисте життя
Переїхавши до Нью-Йорка, Істмен одружився з Ідою Раух у 1911 році, юристом, акторкою, письменницею, радикальною та ранньою феміністкою. Раух залишила собі її прізвище. Вони розлучилися у 1922 році, через кілька років після розлучення. У них була спільна дитина, Ден, з яким Істмен не підтримував зв'язку протягом 23 років після розлучення. Істмен вважав, що саме Рау познайомила його з соціалізмом.
У 1924 році він одружився з художницею Оленою Криленко, уродженкою Москви, з якою познайомився під час свого майже дворічного перебування в Радянському Союзі. Олена була сестрою Миколи Криленка, більшовика, який згодом став радянським наркомом юстиції. Він організував багато сумнозвісних «показових процесів» Йосипа Сталіна в 1930-х роках, перш ніж був заарештований і страчений під час Великої чистки в 1938 році. Олена працювала на Максима Литвинова в Міністерстві закордонних справ, хоча сама не була членом партії. У 1924 році Олена вирішила покинути Росію разом з Істманом. Литвинов погодився допомогти, видавши її за члена своєї делегації, коли їхав до Лондона на міжнародну конференцію. Але вона не могла покинути делегацію і залишитися у вільній країні без паспорта, який більшовики їй не видавали. Тож за кілька годин до відправлення їхнього поїзда вони з Максом Істманом одружилися. Олена померла в 1956 році.
У 1958 році Істмен одружився з Іветтою Шкелі, яка народилася в Будапешті, Австро-Угорщина, у 1912 році. Вона емігрувала до Нью-Йорка зі своєю розлученою мачухою. До одруження з Істманом мала тривалі стосунки з Теодором Драйзером. У 1995 році вона опублікувала мемуари «Дорога Вайлдінг». Померла в Нью-Йорку у 2014 році у віці 101 року.
Протягом свого життя Істмен мав багато романів, які «з віком стали здаватися йому сумними і нав'язливими».